# Othman El Kabir
Othman El Kabir (in arabo عثمان إل كبير‎?; Amsterdam, 17 luglio 1991) è un calciatore olandese, centrocampista svincolato.

## Biografia
È fratello minore dell'attaccante Moestafa El Kabir. La scelta di usare il 58 come numero di maglia è un omaggio all'anno di nascita della madre.

## Carriera
Othman El Kabir ha svolto la trafila delle giovanili in alcune squadre dei Paesi Bassi, nazione in cui è nato.
Nel frattempo, nel giugno 2010 aveva raggiunto in Svezia il fratello Moestafa, il quale stava militando nella massima serie con la maglia del Mjällby. Durante questo periodo, Othman ha iniziato a giocare nella quinta serie nazionale con il Sölvesborgs GoIF, ma la parentesi è durata solo il tempo di disputare due partite prima di rientrare in Olanda.
Nel febbraio 2013, Othman El Kabir è uscito dal settore giovanile del NAC Breda per fare ritorno in Svezia, questa volta nel campionato di Superettan con i colori dell'Ängelholm. Nella prima stagione trascorsa in gialloblu è partito prevalentemente dalla panchina, mentre nel corso della seconda è partito titolare in 23 delle 28 partite giocate.
Lasciato l'Ängelholm a parametro zero, nel febbraio 2015 El Kabir ha firmato un contratto biennale con l'AFC United, altro club di Superettan. Al primo anno all'AFC è stato il secondo miglior marcatore stagionale della squadra, con 8 reti segnate (tre su calcio di rigore) oltre a 4 assist. Nel 2016 stava migliorando la sua produzione offensiva personale, tanto che alla quindicesima giornata aveva all'attivo 6 gol e 7 assist, ma allo stesso tempo era cercato da alcuni club della massima serie svedese o esteri.
A metà campionato, El Kabir si è trasferito al Djurgården con un contratto di tre anni e mezzo, ritagliandosi immediatamente un posto nell'undici titolare. Nel 2017 ha ritrovato come allenatore Özcan Melkemichel, il quale era stato suo tecnico fino a pochi mesi prima ai tempi dell'AFC United.
Nel febbraio 2018 è stato acquistato dai russi dell'Ural, militanti nella Prem'er-Liga. Qui è rimasto per tre stagioni, avendo lasciato la squadra nel giugno 2021 per fine contratto.
Il suo ingaggio successivo lo ha firmato nell'agosto 2023, quando è tornato in Svezia con l'ingaggio da parte dello Jönköpings Södra militante nella seconda serie nazionale. Nei successivi tre mesi che rimanevano da lì alla fine del campionato, El Kabir è stato utilizzato in quattro partite, di cui una da titolare. Il club ha terminato la stagione retrocedendo in terza serie.

## Palmarès

### Club

#### Competizioni nazionali
- Kubok FNL: 1

Ural: 2018